# Telksinoja (luna)
Telksinoja (grško Θελξινόη, Telksinója ) je Jupitrov naravni satelit. Spada med  nepravilne lune z retrogradnim gibanjem. Je članica Anankine skupine Jupitrovih lun, ki krožijo okoli Jupitra v razdalji od 19,3 do 22,7 Gm in imajo naklon tira okoli 150°. 
Luno je leta 2003 odkrila skupina astronomov, ki jo je vodil Scott S. Sheppard z Univerze Havajev. Prvotno so jo označili kot S/2003 J 22. Znana je tudi kot Jupiter XLII. 
Ime je dobila po Telksinoji ,  ki je bila ena izmed štirih prvotnih muz v grški mitologiji (hčerke  Zevsa in  Mnemosine).
Luna Telksinoja obkroža Jupiter v povprečni razdalji 20,454.000 km. Obkroži ga v  628 dneh  in 43 minutah po krožnici, ki ima naklon 151 ° (glede na ekliptiko) oziroma 153 ° (glede na ekvator Jupitra).
Telksinoja ima premer samo 2 km. Njena gostota je ocenjena na 2,6 g/cm3, kar kaže, da je sestavljena iz kamnin. Površina je precej temna, saj ima albedo  0,04. 
Njen navidezni sij je 23,5 m.